# Sonic Chronicles: La Fratellanza Oscura
Sonic Chronicles: La Fratellanza Oscura (Sonic Chronicles: The Dark Brotherhood), conosciuto in Giappone come Sonic Chronicles: Invaders from the Dark Dimension (ソニッククロニクル 闇次元からの侵略者?, Sonikku Kuronikuru: Yami jigen kara no shinryaku sha, lett. "Sonic Chronicles: Gli invasori della dimensione oscura"), è un videogioco di ruolo della serie Sonic the Hedgehog, sviluppato da BioWare per Nintendo DS e uscito nel 2008.

## Trama
La storia del gioco è divisa in dieci capitoli: i primi sei sono ambientati sulla terra, gli altri quattro in una dimensione ambientata nello spazio.
Alcuni mesi dopo la distruzione dell'Egg Carrier e la presunta morte del Dr. Eggman, Sonic si trova a Green Hill quando viene informato da Tails che Knuckles è misteriosamente scomparso e gli chiede di recarsi subito a Central City. Lungo la strada, Sonic si imbatte in un animale aggressivo che batte facilmente ma i suoi passi vengono sbarrati da uno sconosciuto e subito liberati da Amy Rose, la quale, si unisce a Sonic e raggiungono il laboratorio di Tails a Central City. Qui, incontrano Rouge, la quale, avvia un video-collegamento con il Comandante, che informa i protagonisti di fare attenzione ai Predoni, presunti responsabili della scomparsa di Knuckles, mentre i soldati G.U.N. hanno bloccato alcune uscite. Dopo aver cercato invano Knuckles a Mystic Ruins, alla squadra si aggiunge Big the Cat e successivamente anche Cream e Cheese, i quali, si erano separati a Green Hill.
La squadra si reca alle rovine di Metropolis, dove trovano i Predoni, guidati da una misteriosa ragazza echidna chiamata Shade. Alle rovine trovano Knuckles, il quale, si unisce alla squadra e partono alla ricerca del Dr. Eggman a Metropolis. Giunti a Metropolis, Sonic e gli altri combattono contro gli Swat-bot, vecchi robot costruiti da Eggman quando era giovane. Costui spiega che anche lui è contro i Predoni e si unisce alla squadra per cercare pezzi con cui riparare il biplano Tornado, in modo da poter raggiungere Angel Island, dove si trovano i predoni. Trovati i pezzi alla zona Blue Ridge, Shadow entra nella squadra e, tornati a Metropolis, recuperano anche E-123 Omega. Sonic e gli altri volano finalmente su Angel Island, appena giunta sopra a Metropolis. Sull'isola, Sonic e Knuckles sfidano i Predoni e incontrano nuovamente Shade e il loro capo: Pir'Oth Ix, conosciuto anche come l'Imperatore Ix, tirannico sovrano del Clan Nocturnus, ansioso di riportarlo sulla terra per conquistarla dopo essere stato esiliato per troppo tempo. Ma non appena Shade scopre che il suo capo vuole conquistare il mondo, abbandona i Nocturnus e nonostante Sonic e Knuckles riescano ad affrontare il malvagio Pir'Oth Ix, questi ruba il Master Emerald e sparisce, facendo precipitare Angel Island. Shade, sentitasi tradita, si unisce alla squadra e tutti tornano a Metropolis.
A questo punto, si scopre che secondo la leggenda, quattromila anni fa, a contendersi il dominio sul mondo vi erano due tribù di echidna: il Clan Knuckles di Pachacamac e il Clan Nocturnus dell'Imperatore Ix. I Nocturnus costruirono i Gizoidi (androidi in grado di copiare le mosse dell'avversario come visto in Sonic Battle, dei quali, Emerl era l'ultimo) per superare i nemici; assetato di vittoria, Pachacamac e i suoi guerrieri cercarono di rubare il Master Emerald facendo infuriare Chaos, il quale, sterminò quasi tutto il Clan Knuckles venendo poi sigillato nell'enorme gemma assieme a Tikal, dolce figlia di Pachacamac, mentre il Clan Nocturnus finì "ingiustamente" esiliato in una dimensione ambientata nello spazio che funge da prigione, chiamata Twilight Cage. L'unico modo per fermare i Nocturnus è recuperare i Chaos Emerald e il Master Emerald, riportandoli indietro. Così Tails e Eggman costruiscono un'astronave che chiamano il Ciclone; completata, Sonic e gli altri attivano i tre generatori a Metropolis e Eggman assiste alla partenza dalla sua base.
Giunti a Twilight Cage, la squadra esplora le colonie dei Kron, dei N'rrgal, degli Zoah e Voxai, dove scoprono di essere ricercati di Pir'Oth Ix e raccolgono i primi cinque Chaos Emerald, facendo scendere a patti le quattro razze aliene per invadere Nocturnia. Sbarcati, si dividono in due team e inseguono Scylla e Charyb, i due lacchè dell'Imperatore Ix, battendoli e raccogliendo gli ultimi due Chaos Emerald. In seguito, la squadra di Sonic scopre che Pir'Oth Ix sta proponendo a Knuckles di unirsi a lui, ma questi rifiuta perché il Master Emerald era stato rubato: la squadra di Sonic allora fa breccia e inizia lo scontro finale. Knuckles ne approfitta per recuperare il Master Emerald; poco dopo, Pir'Oth Ix assorbe energia del Caos e assume una super forma pur di vincere, ma Sonic usa i Chaos Emerald per trasformarsi in Super Sonic, dando inizio all'ultima sfida. Pir'Oth Ix prova ad abbattere il nemico, ma Super Sonic lo stende con una sola mossa potenziata, con cui depotenzia l'imperatore. Pir'Oth Ix accetta la sconfitta ma si teletrasporta altrove nel tentativo di chiudere il buco spazio-temporale per impedire a Sonic e gli altri di fuggire ma invano. La squadra torna finalmente a casa, ma viene colpita a sorpresa dall'artiglieria contraerea del Dr. Eggman, il quale, aveva nel frattempo ricostruito Metropolis. A questo punto, Sonic e Tails rompono la quarta parete elencando i crediti e spiegando che forse ci sarà un seguito. Il gioco termina con questo cliffhanger.

## Modalità di gioco
Il gioco è un GdR, e come tutti gli altri giochi di questo genere ha due elementi: l'esplorazione e il combattimento. Nell'esplorazione, si potrà muovere uno dei personaggi, che aumenteranno man mano che si prosegue con la storia, nelle varie aree del gioco; ognuno dei personaggi ha caratteristiche che altri non hanno (es: Sonic può correre sui giri della morte cosa che Tails e Knuckles non possono fare); a volte, per superare alcuni rompicapo, bisognerà combinare le abilità di più personaggi. Durante il combattimento, la visuale di gioco cambia; sullo schermo inferiore ci saranno i personaggi con i nemici da sconfiggere, e su quello superiore vi saranno i PS (Punti Salute) e i PP (Punti Potenza). 
Grazie a questi ultimi si possono sferrare alcune mosse chiamate Mosse Potenziate, che variano da personaggio a personaggio; affinché il colpo vada a segno, il giocatore dovrà premere in tempo alcuni pulsanti che appaiono sullo schermo inferiore, altrimenti fallisce, senza sortire alcun danno. Vi sono inoltre alcune mosse combinate, che richiedono i PP di due giocatori (Es: Sonic e Tails). Alla fine di ogni combattimento, si guadagneranno punti esperienza, oggetti, e in alcuni casi, quando il personaggio sale di livello, dei punti bonus, che servono per sbloccare altre Mosse Potenziate.
Ogni personaggio può avere ed equipaggiare un Chao, che gli conferisce la propria abilità in battaglia (aumento della forza, resistenza agli elementi ecc). I giocatori possono inoltre scambiarsi i Chao tramite il wireless del DS.

## Personaggi

### Giocabili
Ogni personaggio ha una sua "classe": Potere, Supporto e Variabile. Tra tutti i personaggi, solo E-123 Omega e Cream si sbloccano dopo aver completato determinate missioni.
| Personaggio          | Classe    |
| -------------------- | --------- |
| Sonic the Hedgehog   | Potere    |
| Amy Rose             | Variabile |
| Miles "Tails" Prower | Supporto  |
| Rouge the Bat        | Variabile |
| Big the Cat          | Supporto  |
| Knuckles the Echidna | Potere    |
| Cream the Rabbit     | Supporto  |
| Dr. Eggman           | Variabile |
| Shadow the Hedgehog  | Potere    |
| E-123 Omega          | Potere    |
| Shade the Echidna    | Potere    |

## Adattamenti
Archie Comics ha prodotto una breve storia che funge da anteprima e prologo al gioco, pubblicandola nel 191° numero. Qui si scopre come Tails ha assistito alla cattura di Knuckles avvenuta per mano di Shade e dei Predoni.

## Accoglienza
| Testata                            | Giudizio |
| ---------------------------------- | -------- |
| Metacritic (media al 19-03-2020)   | 74/100   |
| GameRankings (media al 09-12-2019) | 74.12%   |

Il gioco ha ricevuto recensioni generalmente positive da parte della critica.
Antonio Maria Abate di GamesBlog lo reputò un gioco che sapeva coniugare il fascino del brand di Sonic con un genere totalmente estraneo, trovando tale trasposizione piuttosto soddisfacente.
Nel Regno Unito e in Giappone, ha venduto almeno 108 000 copie.

## Controversie
Tra il 2009 e il 2013, SEGA, Archie Comics ed EA (questa aveva appena acquistato la BioWare) sporsero una serie di cause legali contro Ken Penders, l'ex-scrittore principale dei fumetti Archie, in cui si affermava una violazione di copyrightː costui aveva notato nel Nocturnus Clan un'eccessiva somiglianza con la Legione Oscura da lui creata e dichiarò inoltre che i membri del Nocturnus Clan fossero stati creati senza la sua supervisione. Penders ebbe la meglio poiché i diritti di proprietà dei Nocturnus erano già stati registrati presso l'ufficio americano dei Copyright e gli avversari presentarono documenti sbagliati. Furono quindi emanate clausole estremamente vincolantiː i fumetti Archie subirono un riavvio quasi completo rimuovendo tutti i personaggi creati dai precedenti autori (tranne quelli dell'attuale Ian Flynn) e il seguito del gioco non è mai stato prodotto e distribuito.

## Sequel
Un seguito del gioco fu visto come possibile se il titolo fosse andato abbastanza bene, e la casa di sviluppo BioWare aveva "un'idea precisa" su come sarebbe stato fatto il sequel. Un'altra indicazione è presente nel finale del gioco, il quale è un cliffhanger, lasciando in sospeso l'esito della storia. Tuttavia dato che EA acquisì BioWare e fu poi colpita dalle clausole volute da Ken Penders, i progetti per il sequel furono definitivamente abbandonati. L'8 luglio 2023, il capo progetto Miles Homes ha finalmente svelato la trama:
Subito dopo la fine del gioco precedente, Sonic, Tails, Knuckles, Amy, Cream, Big, Rouge, Shadow, Omega e Shade sono tornati sulla terra da Twilight Cage con la loro astronave abbattuta dalla contraerea di Eggman. A causa della dilatazione temporale i protagonisti scoprono che sono trascorsi anni dalla loro partenza e lo scienziato ha approfittato della loro assenza per conquistare il mondo, modificando inoltre alcuni monumenti come la torre Eiffel per dar loro un aspetto con il suo stile e imprigionando e schiavizzando le popolazioni. Scaraventati fuori dall'astronave, i protagonisti sono separati e si dividono in gruppi per liberare il mondo dalla tirannia di Eggman rimanendo costantemente in fuga, liberare i prigionieri e formare un esercito multinazionale con cui assaltare la base del tiranno. Tuttavia il piano sfuma con l'improvvisa apparizione del dio cosmico Argus, che costringe Sonic e Eggman ad allearsi per sconfiggerlo; lo scienziato spara il riccio (trasformato in Super) con un potente laser indebolendo le difese di Argus e aprendo i cancelli di Twilight Cage. A questo punto tutti gli intrappolati di quella dimensione combattono Argus, riuscendo apparentemente a sconfiggerlo e mentre Knuckles libera gli Echidna intrappolati, Eggman viene deposto e fugge meditando vendetta.
In un ultimo teaser si sarebbero poi scoperte le motivazioni di Argus: tempo fa questi avrebbe incontrato un dio oracolo che profetizzò l'uccisione di Argus per mano di un mortale, quindi viaggiò per l'universo imprigionando a Twilight Cage qualsiasi specie possibilmente potente abbastanza da opporsi a lui come il Clan Nocturnus. Sarebbe poi emerso che la profezia era in realtà una bugia per ingannare Argus affinché radunasse una grande forza di esseri potenti che l'avrebbero distrutto non appena i cancelli di Twilight Cage fossero stati aperti.